# رندی کاستییو
رندی کاستییو (انگلیسی: Randy Castillo؛ ۱۸ دسامبر ۱۹۵۰ – ۲۶ مارس ۲۰۰۲) یک موسیقی‌دان اهل ایالات متحده آمریکا بود.